# Alliansen för Kroatien
Alliansen för Kroatien (kroatiska: Savez za Hrvatsku) är en valallians i Kroatien bestående av en koalition av mindre högerpartier. Den skapades av åtta partier 2014 med syfte att lyfta fram ett gemensamt valmanifest inför Europaparlamentsvalet i Kroatien 2014 och det kroatiska presidentvalet 2014. I Europaparlamentsvalet i Kroatien erhöll koalitionen 6,88 % av rösterna men fick inte någon representation i Europaparlamentet. Den 5 december 2014 nominerade koalitionen Milan Kujundžić, partiledare för Kroatisk gryning – folkets parti, som sin kandidat i presidentvalet 2014. 

## Medlemmar[3]
- Aktionen för ett bättre Kroatien
- Autoktona kroatiska bondepartiet (Autohtona hrvatska seljačka stranka)
- Ett löfte för Kroatien
- Familjepartiet
- Kroatisk gryning – folkets parti (Hrvatska zora - Stranka naroda)
- Kroatisk tillväxt (Hrvatski rast)
- Kroatiska rättspartiet
- Slavoniens och Baranjas kroatiska demokratiska förbund

### Fotnoter
1. ↑  Kroatiska valkommissionen (kroatiska)
2. ↑  Kroatisk gryning – folkets parti Arkiverad 5 januari 2015 hämtat från the Wayback Machine. (kroatiska)
3. ↑  Alliansen för Kroatien Arkiverad 11 december 2014 hämtat från the Wayback Machine. (kroatiska)